# El beso (Peter Behrens)
El Beso de Peter Behrens se trata de una xilografía producida y diseñada para la revista alemana Pan, a finales del siglo XIX.

## Tema
El tema de la obra siendo esto lo que más llama la atención por la época en la que nos encontramos, al analizar las figuras de las dos personas con cómo se veían los distintos géneros físicamente en la época, se determina que se trata de dos mujeres creando controversia puesto que la bisexualidad no se veía como algo normal o correcto en la época.

## Análisis
La imagen representa el beso entre dos figuras de apariencia femenina enmarcadas sobre un marco cuadrado cerrado.
Se pueden observar las características del movimiento Art Nouveau dentro de la variante alemana: Jugendstill, como las líneas organicistas imitando a la naturaleza y sus formas curvas dando dinamismo a la composición. Esta xilografía utiliza cuatro colores base para conseguir unas tintas planas de colores cálidos y apagados.
Esta obra está realizada en el año 1898 en pleno auge del Jugendstil, movimiento artístico que se desarrolla a finales del siglo XIX y está considerado como la variante americana del Art Nouveau, este está considerado como un estilo moderno y orgánico que se caracteriza por las líneas orgánicas y los estilos florales en sus obras. La obra está desarrollada en Xilografía, que se trata de un estilo de impresión que se realizaba con una plancha de madera, en esta se vacía las zonas que no queremos que se vean y al poner la tinta y posteriormente aplicarlo sobre un panel encontraríamos nuestra estampa.
En esta obra podemos encontrar distintas características que hacen que se encuentre en el movimiento Jugendstil, siendo el principal las líneas orgánicas de la obra, estas se tratan de líneas sinuosas que recorren todo el cuadro haciendo cambios de curvas y de grosor de línea, por otro lado hace uso de una gama cromática muy básica encontrando en ella únicamente tres o cuatro colores. La estampa está distribuida en lo que identificamos como dos partes, por un lado la figura de la cara de las personas que se están besando que se encuentra centrada en la imagen y por otro lado, encontramos lo que consideramos como el fondo que se trata de una masa de pelo que se alarga por los lados de la obra creando un efecto de gravedad gracias a la dirección del pelo. En lo referente al color vemos como se hace uso de una gama cromática cálida en la que las caras llaman la atención por encima del pelo generando un contraste claro, además, mientras que se tratan de colores planos, el autor genera claros y oscuros usando diferentes tonos del mismo color como es el caso del pelo.